# Jiang
Jiang ist die lateinische Umschrift mehrerer chinesischer Familiennamen. Der häufigsten sind 蔣, 江 und 姜 (in dieser Reihenfolge), sie befinden sich jeweils auf Platz 39 bis 60 der häufigsten chinesischen Familiennamen. Letzterer ist einer der ältesten chinesischen Familiennamen, ursprünglich von einem Fluss abgeleitet, heute aber zufällig gleichbedeutend mit „Ingwer“. Aus diesem leiten sich mehrere moderne Familiennamen ab, darunter Zhang, der heute dritt- oder vierthäufigste chinesische Familienname.

## Namensträger
- Ai Jiang (* 1997), kanadische Schriftstellerin
- Jiang Bo (* 1977), chinesische Leichtathletin
- Bu Jiang, König der Xia-Dynastie
- Jiang Chaoliang (* 1957), chinesischer Bankmanager und Politiker
- Jiang Chunli (* 1981), chinesische Skilangläuferin
- Jiang Chunyun (1930–2021), chinesischer Politiker
- Jiang Cuihua (* 1975), chinesische Bahnradsportlerin
- Jiang Daming (* 1953), chinesischer Politiker
- Jiang Dingzhi (* 1954), chinesischer Politiker und Gouverneur von Hainan
- Jiang Fangliang (1916–2004), First Lady der Republik China, siehe Chiang Fang-liang
- Jiang Guoliang (* 1965), chinesischer Badmintonspieler
- Jiang Hengnan (* 1995), chinesischer Sprinter
- Jiang Hua (1907–1999), chinesischer Jurist und Richter
- Jiang Huajun (* 1984), chinesische Tischtennisspielerin
- Jiang Huihua (* 1998), chinesischer Gewichtheber
- Jiang Jialiang (* 1964), chinesischer Tischtennisspieler
- Jiang Jianqing (* 1953), chinesischer Bankmanager
- Jiang Jiehua (* 1996), chinesischer Sprinter
- Jiang Jiemin (* 1954), chinesischer Politiker und Manager
- Jiang Jieshi (1887–1975), chinesischer Politiker, Präsident der Republik China, siehe Chiang Kai-shek
- Jiang Jin (Fußballspieler) (* 1968), chinesischer Fußballspieler und -trainer
- Jiang Jin (Regisseur) (* 1989), chinesischer Regisseur
- Jiang Jingguo (1910–1988), chinesischer Politiker, Präsident der Republik China 1981 bis 1988, siehe Chiang Ching-kuo
- Jiang Jinquan (* 1959), chinesischer Politiker (Volksrepublik China)
- Joseph Jiang Mingyuan (1921–2008), chinesischer Geistlicher, Bischof von Zhào Xiàn
- Jiang Jufeng (* 1948), chinesischer Politiker
- Jiang Jun (Eishockeyspieler) (* 1983), chinesischer Eishockeyspieler
- Jiang Jun (Snookerspieler) (* 2005), chinesischer Snookerspieler
- Jiang Kanghu (1883–1954), chinesischer Literaturwissenschaftler und Politiker
- Kejun Jiang, chinesischer Klimawissenschaftler
- Jiang Kun (Künstler) (* 1940), chinesischer Künstler
- Jiang Kun (Komiker) (* 1950), chinesischer Komiker
- Jiang Kun (Fußballspieler) (* 1978), chinesischer Fußballspieler
- Jiang Kun (Radsportler) (* 1989), chinesischer Radrennfahrer
- Jiang Lan (* 1989), chinesische Leichtathletin
- Jiang Lin (* 1981), chinesischer Bogenschütze
- Jiang Luxia (* 1986), chinesische Kampfkünstlerin und Schauspielerin
- Jiang Nan (Eishockeyspieler) (* 1986), chinesischer Eishockeyspieler
- Jiang Nan (Literat) 姜南, chinesischer Literat zur Zeit der Ming-Dynastie
- Paul Jiang Taoran (1926–2010), chinesischer Geistlicher, Bischof in Shijiazhuang
- Jiang Ping (1930–2023), chinesischer Wissenschaftler
- Jiang Qin (168–219), chinesischer General
- Jiang Qing (1914–1991), Ehefrau von Mao Zedong und Protagonistin der chinesischen Kulturrevolution
- Jiang Ranxin (* 2000), chinesische Sportschützin
- Jiang Shan (* 1980), chinesischer Tennisspieler
- Jiang Shenglong (* 2000), chinesischer Fußballspieler
- Jiang Shigong (* 1967), chinesischer Rechts- und Politiktheoretiker
- Jiang Shuo (* 1958), chinesische Bildhauerin
- Sosia Jiang (* 1979), neuseeländisch-chinesische Pokerspielerin
- Jiang Tianyong, chinesischwer Anwalt
- Jiang Tingting (* 1986), chinesische Synchronschwimmerin
- Jiang Tingxi (1669–1732), chinesischer Maler und Herausgeber
- Jiang Wan († 245), chinesischen Beamter
- Jiang Wei (202–264), chinesischen General
- Jiang Wen (* 1963), chinesischer Schauspieler und Regisseur
- Jiang Wenwen (Radsportlerin) (* 1986), chinesische Radsportlerin
- Jiang Wenwen (Synchronschwimmerin) (* 1986), chinesische Synchronschwimmerin
- Jiang Wenye (1910–1983), chinesischer Komponist
- Jiang Xin (* 1969), chinesischer Badmintonspieler
- Jiang Xindi (* 1997), chinesische Curlerin
- Jiang Xinlin (* 1988), chinesischer Raumfahrer
- Jiang Xuelian (* 1979), chinesische Badmintonspielerin
- Jiang Yanjiao (* 1986), chinesische Badmintonspielerin
- Jiang Yanmei (* 1981), singapurische Badmintonspielerin
- Jiang Yanyong (1931–2023), chinesischer Arzt und Dissident
- Jiang Yi-huah (* 1960), taiwanischer Politiker
- Jiang Yihong (* 1975), chinesische Schauspielerin
- Jiang Yilun (* 1993), chinesische Curlerin
- Jiang Ying (1919–2012), chinesische Opernsängerin
- Jiang Yiting (* 2004), chinesische Sportschützin
- Jiang Yong (1681–1762), konfuzianischer Phonologe
- Jiang Yonghua (* 1973), chinesische Bahnradsportlerin
- Jiang Yuyuan (* 1991), chinesische Turnerin
- Jiang Zemin (1926–2022), chinesischer Politiker, Staatspräsident 1993 bis 2003
- Jiang Zhichao (* 2005), chinesische Diskuswerferin
- Jiang Zhenghua (* 1937), chinesischer Politiker, Demograf und Hochschullehrer
- Jiang Zijun (* 2005), chinesische Tennisspielerin
- Jiang Zuobin (1884–1942), chinesischer Diplomat